# Ресура
Ресура — додаткове грошове стягнення на утримання адміністрації (служилих чиновників та бояр), яка займалася в Молдавії та на Буковині збором податків. Податківці отримували Р. за виготовлення квитанцій до сплачених податків, як правило, десятини та гостини. У 1730–60-х рр. Р. складала 5 пар, а в 1780-х рр. — 6 крейцерів, або 5 % від зібраних податків (3 крейцери із золотого флорина чи 6 крейцерів зі срібного талера), що додатково стягувалися за видачу квитанції. Із цієї суми 2,5 крейцера йшли на користь старости, а решта — інших службовців.